# Dècada del 870
La dècada del 870 va des de l'1 de gener de 870 fins al 31 de desembre de 879.

## Esdeveniments
- Colonització d'Islàndia
- 10 d'octubre de 879 - Ripoll (el Ripollès): Guifre el Pilós, comte de Barcelona, hi funda el monestir
- Declivi de la dinastia Tang a la Xina
- Fundació de Badajoz

## Personatges destacats
- Alkindi, filòsof